# Adolf Jorkasch-Koch (starszy)
Adolf Jorkasch-Koch (ur. 1823 w Brzeżanach, zm. 27 sierpnia 1902 we Lwowie) – c. k. urzędnik skarbowy.

## Życiorys
Urodził się w 1823 w Brzeżanach. Jego rodzina była pochodzenia niemieckiego, jednak osiadłszy w Galicji zżyła się z jej mieszkańcami i poczuwała się za polską. 1 grudnia 1870 został wyniesiony do stanu rycerskiego. 3 lutego 1879 został mianowany baronem (Freiherr). 
W okresie zaboru austriackiego w 1844 wstąpił do służby skarbowej. W ramach autonomii galicyjskiej od 6 kwietnia 1869 do 1891 sprawował urząd c. k. wiceprezydenta krajowej dyrekcji skarbu. Równolegle w 1882 był zastępcą prezydującego C. K. Komisją Krajową Podatku Gruntowego we Lwowie. W 1891 na własną prośbę został przeniesiony w stan spoczynku. Wówczas został mianowany galicyjskim członkiem Izby Panów Rady Państwa i pełnił mandat w kolejnych latach.
Działał w Galicyjskim Ogólnym Towarzystwie Ubezpieczeń we Lwowie i w lutym 1876 został wybrany przewodniczącym jego komisji kontrolującej. W 1882 był członkiem wydziału Krajowego Stowarzyszenia Patriotycznej Pomocy Czerwonego Krzyża w Galicji. W 1895 był członkiem wydziału Krajowego Stowarzyszenia Czerwonego Krzyża Mężczyzn i Dam dla Galicji. Był szanowanym urzędnikiem podatkowym wśród ludności polskiej w Galicji. Od końca XIX wieku przy c. k. Namiestnictwie działała Fundacja Jubileuszowa im. Adolfa Jorkascha-Kocha udzielająca zapomogi dla wdów i sierot po urzędnikach skarbowych, powołana przez patrona z racji przysługującego mu prawa rozdawnictwa.
Ostatnie lata życia spędzał w rodzinnym majątku Stok (powiat bóbrecki) i w Wiedniu. Jego żoną została Joanna z domu Kulczycka. Ich dziećmi byli: Franciszka (żona Juliusza Bernaczka, radcy dworu w Najwyższym Trybunale w Wiedniu), Adolf (1848-1909), Michał (1859-), August, wszyscy trzej c. k. urzędnicy, w tym dwaj pierwsi, podobnie jak ojciec, skarbowi.
Zmarł 27 sierpnia 1902 na zapalenie płuc podczas pobytu we Lwowie w tamtejszym Hotelu Europejskim. Został pochowany zgodnie ze swoją wolą na Cmentarzu Łyczakowskim we Lwowie 29 sierpnia 1902.

## Odznaczenia
- Order Korony Żelaznej II klasy (Austro-Węgry, przed 1882)[5][6][2][4].
- Komandor Orderu Leopolda (Austro-Węgry, przed 1895)[6][2].
- Kawaler Orderu Leopolda (Austro-Węgry, przed 1879)[8][5].